# Nuunu Chemnitz Berthelsen
Nuunu Chemnitz Berthelsen (* 30. Oktober 1996 in Grönland) ist eine grönländische Skirennläuferin. Sie startet hauptsächlich im Slalom sowie vereinzelt im Riesenslalom.

## Karriere
Nuunu Chemnitz Berthelsen gab ihr internationales Renndebüt am 4. Februar 2012 bei einem FIS-Riesenslalom in Fjätervålen. Drei Jahre später nahm sie bereits erstmals an einer Alpinen Skiweltmeisterschaft teil. In Vail bzw. Beaver Creek erreichte sie als bestes Ergebnis den 61. Platz im Slalom. In den darauffolgenden Jahren startete Nuunu Chemnitz Berthelsen abgesehen von internationalen Großereignissen hauptsächlich bei FIS-Rennen sowie diversen nationalen Meisterschaften.
Am 28. Dezember 2017 gab sie ihr Weltcupdebüt beim Slalom von Lienz, wobei sie die Qualifikation für den zweiten Durchgang verpasste. Einen Monat später gelang ihr beim Slalom im High1 Resort in Südkorea erstmals eine Top-10-Platzierung bei einem Rennen eines Kontinentalen Cups.
Ihr bisher bestes Ergebnis bei einem internationalen Großereignis erzielte sie 2019 bei den Weltmeisterschaften in Åre mit Rang 36 im Slalom.

## Privates
Nuunu Chemnitz Berthelsen lebt in Trysil. Ihre Schwester Niviaq ist als Biathletin aktiv.

## Erfolge

### Weltmeisterschaften
- Vail/Beaver Creek 2015: 61. Slalom, 78. Riesenslalom
- St. Moritz 2017: 82. Riesenslalom, DNQ Slalom
- Åre 2019: 36. Slalom, 62. Riesenslalom
- Cortina d’Ampezzo 2021: DNF Slalom
- Saalbach-Hinterglemm 2025: 45. Riesenslalom

### Australian New Zealand Cup
- Eine Platzierung unter den besten 10

### Far East Cup
- Eine Platzierung unter den besten 10

### Weitere Erfolge
- 3 Podestplätze bei FIS-Rennen, davon 2 Siege